# 1678
2009 (MDCLXXVIII) a fost un an obișnuit al calendarului gregorian, care a început într-o zi de joi.

## Nașteri
- 4 martie: Antonio Vivaldi, compozitor și violonist italian (d. 1741)
- 3 mai: Amaro Pargo, corsar și comerciant spaniol (d. 1747)
- 19 mai: Francesco Farnese, Duce de Parma (d. 1727)
- 6 iunie: Louis-Alexandre de Bourbon, conte de Toulouse (d. 1737)
- 26 iulie: Iosif I al Sfântului Imperiu Roman (d. 1711)
- 13 decembrie: Împăratul Yongzheng al Chinei (d. 1735)

## Decese
- 24 aprilie: Ludovic al VI-lea, Landgraf de Hesse-Darmstadt, 48 ani (n. 1630)